# Thomas MacGreevy
Thomas MacGreevy,  né le 26 octobre 1893, est une figure emblématique de la littérature moderne irlandaise.

## Biographie
En 1924, MacGreevy est présenté à  James Joyce à Paris. 
En 1925, il part à Londres, où il rencontre  T. S. Eliot  et commence à écrire pour  The Criterion et  pour d'autres magazines. Il  publie alors sa poésie.
En 1927, MacGreevy retourne à Paris pour y enseigner l'anglais à l'École Normale Supérieure. 
Il y rencontre Samuel Beckett. Son essai The Catholic Element in Work In Progress est publié en  1929.
En 1934, ses poèmes sont publiés à  Londres et New York.
De 1950 à 1963, il est directeur du Théâtre National d'Irlande.
Il meurt le 16 mars 1967.